# Лятониці
Лятониці (пол. Latonice) — село в Польщі, у гміні Нове Място Плонського повіту Мазовецького воєводства.
Населення — 177 осіб (2011).
У 1975-1998 роках село належало до Цехановського воєводства.

## Демографія
Демографічна структура станом на 31 березня 2011 року:
|          | Загалом | Допрацездатний вік | Працездатний вік | Постпрацездатний вік |
| -------- | ------- | ------------------ | ---------------- | -------------------- |
| Чоловіки | 87      | 13                 | 66               | 8                    |
| Жінки    | 90      | 15                 | 55               | 20                   |
| Разом    | 177     | 28                 | 121              | 28                   |